# لوك ميلتون
لوك ميلتون (بالإنجليزية: Luke Milton)‏ هو لاعب دوري الرغبي أسترالي، ولد في 1982.